# Новобіккулово
Новобікку́лово (рос. Новобиккулово) — село у складі Октябрського району Оренбурзької області, Росія.

## Населення
Населення — 120 осіб (2010; 140 у 2002).
Національний склад (станом на 2002 рік):
- росіяни — 47 %
- татари — 41 %